# Peter Speccott
Peter Speccott (* um 1595; † 25. März 1655) war ein englischer Politiker, der einmal als Abgeordneter für das House of Commons gewählt wurde.

## Herkunft und Jugend
Peter Speccott entstammte der Familie Speccott, einer Familie der Gentry aus Devon. Er war der älteste Sohn von Sir John Speccott und dessen ersten Frau Elizabeth Edgcumbe. Ab 1614 studierte Speccott mit seinem jüngeren Bruder Paul an der Universität Oxford und ab 1616 am Inner Temple in London. 

## Tätigkeit als Politiker
Möglicherweise weil sein Vater zuvor als Sheriff von Cornwall gedient hatte, wurde Speccott bei der Unterhauswahl im Januar 1624 als Abgeordneter für das Borough Tregony in Cornwall gewählt. Über seine Tätigkeit im House of Commons ist jedoch kaum etwas bekannt, und bei der Unterhauswahl 1625 und bei den folgenden Wahlen kandidierte er nicht erneut. Als Mitglied einer eher unbedeutenderen Familie der Gentry erhielt er zu Lebzeiten seines Vaters nur kleinere Ämter, darunter 1642 das eines Friedensrichters in Devon. Bereits vor seinem Tod 1644 übergab ihm sein Vater jedoch das Familiengut Thornbury, doch erhielt Peter nicht alle Güter seines Vaters, der auch seinen jüngeren Sohn Paul mit Besitzungen ausstatte. Während des englischen Bürgerkriegs spielte Speccott keine aktive Rolle, doch scheint er wie sein Vater eher ein Unterstützer des Parlaments gewesen zu sein. Aus unbekannten Gründen wurde er 1650 als Friedensrichter abgelöst. 

## Familie
Nach dem 20. Juni 1618 hatte Speccott Elizabeth Mallett († 1655) geheiratet, eine Tochter von Sir John Mallett aus Curry Mallet in Somerset. Mit ihr hatte er drei Söhne und vier Töchter, darunter:
- Charles Speccott († Juli 1655) ⚭ Catherine Wyndham, Tochter von John Wyndham aus Orchard Wyndham
- Amey Speccott ⚭ Anthony Nicoll

Sein Testament vom 15. März 1655 zeigt, dass er ein eher ärmerer Landadliger war. Sein Haupterbe wurde sein einziger überlebender Sohn Charles, der jedoch kurz nach ihm im Juli 1655 ohne legitimen Erben starb. Die Witwe seines Sohns heiratete John Tanner aus Brannel in Cornwall. Die Verwaltung von Thornbury wurde Tanner endgültig 1681 übertragen.